# Hubert Urbański
Hubert Kirił Urbański (ur. 23 marca 1966 w Warszawie) – polski aktor, dziennikarz, prezenter telewizyjny i radiowy.

## Życiorys

### Rodzina i edukacja
Jest synem Polaka Jerzego Urbańskiego i Ałły Lekarskiej z Bułgarii. Drugie imię otrzymał po dziadku Bułgarze.
Po ukończeniu stołecznego XIX LO im. Powstańców Warszawy przez rok studiował filologię indyjską na Wydziale Orientalistyki Uniwersytetu Warszawskiego, a następnie podjął studia na Wydziale Aktorskim Państwowej Wyższej Szkoły Teatralnej w Warszawie, które przerwał w 1994.

### Kariera zawodowa

#### Radio
W latach 1994–1995 pracował w Radiu Zet. W latach 1995–1998 pracował w Radiu Kolor, a w latach 1998–1999 był redaktorem w Tok FM. Od marca 2014 do czerwca 2017 prowadził loterię „Trafiona 10”/„Szczęśliwa 13” w RMF FM.
W latach 2020–2021 w newonce.radio prowadził audycję HU wie, w której przeprowadzał rozmowy z młodymi aktywistami, artystami, youtuberami i tiktokerami z tzw. „pokolenia Z”, mającymi swoim działaniem wpływ na otaczającą ich rzeczywistość.

### Kariera telewizyjna
Pracę w telewizji rozpoczął od prowadzenia programu Antena w TVP. W latach 1997–1998 prowadził teleturniej Piramida w Polsacie. Od września 1999 do grudnia 2010 był związany ze stacją TVN, dla której prowadził programy telewizyjne: Milionerzy (1999–2003, 2008–2010), Jestem jaki jestem (2003), Dla ciebie wszystko (2003–2004), Wyprawa Robinson (2004) i Taniec z gwiazdami (2005–2007). W 2001 wystąpił w bożonarodzeniowym odcinku programu Droga do gwiazd. 

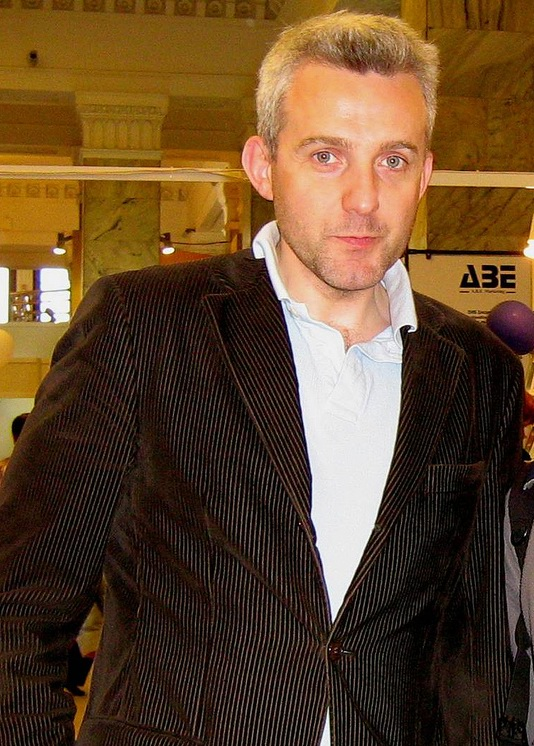
Urbański (2007)

W latach 2011–2012 pracował w TVP2 jako prowadzący programy: Bitwa na głosy, The Voice of Poland i Pytanie na śniadanie (2012). 
W 2014 ponownie związał się kontraktem z Grupą TVN. Prowadził program Handlarze (2014–2015) w TTV i cykl w Dzień dobry TVN (2019) oraz ponownie został prowadzącym teleturniej Milionerzy (2017–2025). Uczestniczył jako tytułowy agent w pierwszej edycji reality show TVN Agent – Gwiazdy (2016). 30 czerwca 2025 poinformował o zakończeniu współpracy z TVN, a dzień później ujawniono, że ponownie związał się z Polsatem, gdzie pozostanie prowadzącym przeniesionego do tej stacji programu Milionerzy.

## Życie prywatne
Dwukrotnie żonaty. Ma dwie córki – Mariannę (ur. 1990) i Krystynę (ur. 1994) – z pierwszego małżeństwa z Urszulą Engelmeyer oraz dwie córki – Stefanię (ur. 2009) i Danutę (ur. 2011) – z małżeństwa z Julią Chmielnik, z którą rozwiódł się w październiku 2013.

## Filmografia
- 1994: Biała zapaść obsada aktorska
- 1996: Bar Atlantic jako spiker (głos) (odc. 1, 4, 6)
- 2000–2001: Miasteczko jako on sam (prowadzący Milionerów) (odc. 37–38)
- 2002: Król przedmieścia jako on sam (głos) (odc. 11)
- 2002–2003: Kasia i Tomek jako doradca podatkowy Kasi i Tomka (odc. 11 seria III)
- 2004: Vinci jako prowadzący licytację, będącą punktem kluczowym rozwoju fabuły filmu[11]
- 2011: Czas honoru jako pułkownik Mieczysław „Rybak” Skotnicki (odc. 40–42, 45)
- 2015: Ojciec Mateusz jako mistrz kulinarny Mikołaj Rębacki (odc. 172)
- 2015-2016: Pierwsza miłość jako biznesmen Damian Skowronek, właściciel firmy pożyczkowej „Pożyczki Skowronka”
- 2016: Tytanowa biel jako nieznajomy
- 2016: Na dobre i na złe jako reżyser Andrzej (odc. 637)
- 2016: Na Wspólnej jako dziennikarz RMF FM (odc. 2332)
- 2016: Druga szansa jako Ryszard Hein (odc. 2, 6–9)
- 2017: Na Wspólnej jako prowadzący teleturniej Milionerzy (odc. 2524–2525)
- 2017: Strefa odpływa jako radiowiec (tylko głos)
- 2022: Wrobiony jako nieznajomy
- 2023: Wilk 2 jako Borys Dembowski, ojciec Igi
- 2023: Camera Café. Nowe parzenie jako on sam (odc. 11)
- 2025: Projekt UFO jako ufolog

## Reklamy
Na początku XXI wieku Urbański reklamował Telekomunikację Polską. Od maja 2007 do grudnia 2010 był twarzą kampanii reklamowych Banku Millennium. Od grudnia 2021 roku jest ambasadorem marki Rankomat.

## Nagrody
- 2000: Wiktor w kategorii Odkrycie telewizyjne roku.
- 2000: nagroda czasopisma „Elle” w kategorii Odkrycie roku.
- 2000: Telekamera „TeleTygodnia” w kategorii Teleturnieje i gry.
- 2001: Telekamera w plebiscycie czytelników (kategoria teleturnieje i gry).
- 2006: 6. miejsce na liście Najbardziej popularnych gwiazd polskiego show-biznesu – ranking miesięcznika „Forbes”.
- 2006: Złote Dzioby Radia Wawa w kategorii Wydarzenia Roku.
- 2006: 2. miejsce w plebiscycie Telekamery „TeleTygodnia” w kategorii Rozrywka (wraz z Katarzyną Skrzynecką).
- 2007: 3. miejsce w plebiscycie Telekamery „TeleTygodnia” w kategorii Rozrywka (wraz z Katarzyną Skrzynecką)[14]